# Sébastien Pocognoli
Sébastien Pocognoli (Seraing, Bélgica, 1 de agosto de 1987) es un exfutbolista y entrenador belga que jugaba como defensa. Actualmente dirige al Union Saint-Gilloise de Primera División de Bélgica.

## Carrera como jugador

### K.R.C. Genk
Nacido en Seraing, Pocognoli es de ascendencia italiana. Comenzó su carrera en el equipo juvenil del Standard de Lieja, pero lo dejó a la edad de 15 años para unirse al Genk, donde este club le ofreció un contrato profesional.Hizo su debut en abril de 2004, donde sustituyó a Marco Ingrao en la segunda mitad durante la victoria por 1-0 sobre el Gent.
En la temporada 2005-06, empezó a tener mayor rodaje en el primer equipo y disputó su primer encuentro como titular en la derrota por 2-1 contra el Charleroi.El 22 de agosto de 2006, renovó su contrato hasta 2008y dos meses después firmó otra extensión hasta junio del 2011.

### AZ Alkmaar
El 20 de junio de 2007, fue transferido al AZ Alkmaar de la Eredivisie por €2.75 millones y firmó un contrato por cinco temporadas.A pesar de estar ausente varias veces, realizó 33 apariciones y marcó tres goles en todas las competiciones en su primera temporada, bajo la dirección de Louis van Gaal.
En la siguiente campaña, ayudó al club a ganar la liga por primera vez desde 1981 después de que el Ajax perdiera por 6-2 ante el PSV Eindhoven el 18 de abril de 2009.Un mes más tarde, renovó su contrato hasta junio de 2014.Sin embargo, sus oportunidades en el primer equipo se vieron limitadas bajo la nueva dirección de Ronald Koeman, debido a una lesión por lo que pasó la mayor parte de la primera mitad de la temporada en el banco de suplentes.

### Standard de Lieja
El 24 de enero de 2010, Pocognoli se marchó al Standard de Lieja y firmó un contrato hasta junio de 2014.Hizo su debut en la derrota por 1-0 contra su antiguo club, el Genk, el 7 de febrero de 2010.Luego de una temporada repleta de lesiones, se convirtió en un jugador regular del primer equipo como lateral izquierdo para la campaña 2011-12, aunque las problemas físicos volvieron a ser protagonistas meses más tarde.

### Hannover 96
El 22 de enero de 2013, Pocognoli abandonó Bélgica para fichar por el Hannover 96, firmando un contrato de tres años que lo mantendría hasta 2016.Terminó la segunda mitad de la temporada 2012-13 haciendo once apariciones en todas las competiciones. En la temporada 2013-14, continuó manteniendo su puesto en el primer equipo a pesar de competir con Christian Pander por una posición de lateral izquierdo.No obstante, siguió recuperando su posición de lateral izquierdo en la primera mitad de la temporada hasta que sufrió lesiones que afectaron la mayor parte de la campaña.

### Etapa en Inglaterra
El 12 de julio de 2014, fichó por el West Bromwich Albion de la Premier League por una tarifa de £1.500.000, firmando un contrato de tres años, con un año de opción extra.Sin embargo, a medida que avanzaba la temporada 2014-15, perdió su primer lugar en el equipo tras la llegada del nuevo entrenador Tony Pulis, quien prefirió a Chris Brunt, Chris Baird y Joleon Lescott en el puesto de lateral izquierdo.
Antes de la temporada 2015-16, consideró dejar el club, citando la falta de oportunidades en el primer equipo.Después de ser incluido en la lista de transferencias en el mercado de invierno, se esperaba que abandonara el equipo, pero no se materializó ningún movimiento.A pesar de ello, Pocognoli dijo que todavía estaba decidido a luchar por un lugar en el primer equipo, aunque solo realizó 4 apariciones a lo largo de la campaña.
El 30 de agosto de 2016, fue cedido al Brighton & Hove Albion de la EFL Championship luego de la lesión del lateral izquierdo titular Liam Rosenior.Al final de la temporada, después de haber disputado 20 apariciones en la liga, regresó al West Brom y fue liberado al finalizar su contrato.

### Vuelta a Bélgica
El 16 de junio de 2017, Pocognoli regresó al Standard de Lieja para una tercera temporada en el club donde inició su carrera.El 17 de marzo de 2018, formó parte del equipo que venció al Genk por 1-0 en la prórroga para ganar la final de la Copa de Bélgica.No obstante, después de que solo disputara un partido con la filial en la temporada 2019-20, el club llegó a un acuerdo con él para rescindir su contrato durante las vacaciones de invierno.
En enero de 2020, se marchó al Union Saint-Gilloise.Un mes más tarde, sufrió una rotura de ligamento de la rodilla, que lo obligó a poner fin a su carrera como jugador profesional tras la temporada 2020-21.

## Selección nacional
Pocognoli fue convocado para jugar en la selección de Bélgica por primera vez el 24 de mayo de 2008 e hizo su debut el 30 de mayo en una derrota por 3-1 contra Italia.Posteriormente, integró la plantilla que participó en los Juegos Olímpicos 2008 donde el seleccionado llegó a las semifinales, donde fueron eliminados por Nigeria. En total, fue internacional con el combinado europeo en 13 ocasiones.

## Carrera como entrenador
Luego de retirarse como futbolista al final de la temporada 2020-21, Union Saint-Gilloise lo contrató para ser el entrenador del equipo sub-21 y más tarde estuvo a cargo del equipo sub-18 del Genk y de la selección sub-18 de Bélgica.
El 7 de julio de 2024, fue confirmado como técnico del Union Saint-Gilloise y firmó un contrato por dos temporadas. En su primera temporada, obtuvo un histórico título de liga y cortó una racha de 90 años de sequía.

## Clubes

### Como jugador
| Club                            | País         | Año       |
| ------------------------------- | ------------ | --------- |
| K.R.C. Genk                     | Bélgica      | 2003-2007 |
| AZ Alkmaar                      | Países Bajos | 2007-2010 |
| Standard de Lieja               | Bélgica      | 2010-2013 |
| Hannover 96                     | Alemania     | 2013-2014 |
| West Bromwich Albion            | Inglaterra   | 2014-2017 |
| Brighton & Hove Albion (cedido) | Inglaterra   | 2016-2017 |
| Standard de Lieja               | Bélgica      | 2017-2019 |
| Union Saint-Gilloise            | Bélgica      | 2020-2021 |

### Como entrenador
| Club                 | País    | Año           |
| -------------------- | ------- | ------------- |
| Union Saint-Gilloise | Bélgica | 2024-presente |

## Estadísticas como entrenador
| Equipo                         | Div.  | Temporada | Liga | Liga | Liga | Liga | Liga |    | Copa | Copa | Copa | Copa |   | Internacional | Internacional | Internacional | Internacional | Internacional |   | Otros | Otros | Otros | Otros |    | Totales     | Totales | Totales | Totales | Totales | Totales | Totales | Totales |
| Equipo                         | Div.  | Temporada | PD   | G    | E    | P    | Pos. | PD | G    | E    | P    | PD   | G | E             | P             | Pos.          | PD            | G             | E | P     | PD    | G     | E     | P  | Rendimiento | GF      | GC      | Dif.    |         |         |         |         |
| ------------------------------ | ----- | --------- | ---- | ---- | ---- | ---- | ---- | -- | ---- | ---- | ---- | ---- | - | ------------- | ------------- | ------------- | ------------- | ------------- | - | ----- | ----- | ----- | ----- | -- | ----------- | ------- | ------- | ------- | ------- | ------- | ------- | ------- |
| Union Saint-Gilloise · Bélgica | 1.ª   | 2024-25   | 40   | 24   | 11   | 5    | 1.º  | 3  | 2    | 0    | 1    | 12   | 4 | 2             | 6             | 1/16          | 1             | 1             | 0 | 0     | 56    | 31    | 13    | 12 | 63.1%       | 91      | 51      | +40     |         |         |         |         |
| Union Saint-Gilloise · Bélgica | 1.ª   | 2025-26   | 4    | 3    | 1    | 0    | -    | 0  | 0    | 0    | 0    | 0    | 0 | 0             | 0             | -             | 1             | 0             | 0 | 1     | 5     | 3     | 1     | 1  | 66.67%      | 13      | 5       | +8      |         |         |         |         |
| Union Saint-Gilloise · Bélgica | Total | Total     | 44   | 27   | 12   | 5    | -    | 3  | 2    | 0    | 1    | 12   | 4 | 2             | 6             | -             | 2             | 1             | 0 | 1     | 61    | 34    | 14    | 13 | 63.39%      | 104     | 56      | +48     |         |         |         |         |
| 1. 2. 3.                       |       |           |      |      |      |      |      |    |      |      |      |      |   |               |               |               |               |               |   |       |       |       |       |    |             |         |         |         |         |         |         |         |

### Resumen por competiciones
| Competición                  | Partidos | Ganados | Empatados | Perdidos | %      | Resultado              |
| ---------------------------- | -------- | ------- | --------- | -------- | ------ | ---------------------- |
| Primera División de Bélgica  | 44       | 27      | 12        | 5        | 70.45% | Campeón                |
| Copa de Bélgica              | 3        | 2       | 0         | 1        | 66.67% | Cuartos de final       |
| Supercopa de Bélgica         | 2        | 1       | 0         | 1        | 50%    | Campeón                |
| Liga de Campeones de la UEFA | 2        | 0       | 0         | 2        | 0%     | Tercera ronda          |
| Liga Europa de la UEFA       | 10       | 4       | 2         | 4        | 46.67% | Dieciseisavos de final |
| TOTAL                        | 61       | 34      | 14        | 13       | 63.39% | 2 Títulos              |

## Palmarés

### Como jugador

#### Campeonatos nacionales
| Título                        | Club           | País         | Año     |
| ----------------------------- | -------------- | ------------ | ------- |
| Eredivisie                    | AZ Alkmaar     | Países Bajos | 2008-09 |
| Supercopa de los Países Bajos | AZ Alkmaar     | Países Bajos | 2009    |
| Copa de Bélgica               | Standard Lieja | Bélgica      | 2010-11 |
| Copa de Bélgica               | Standard Lieja | Bélgica      | 2017-18 |

### Como entrenador

#### Campeonatos nacionales
| Título                      | Club                 | País    | Año     |
| --------------------------- | -------------------- | ------- | ------- |
| Supercopa de Bélgica        | Union Saint-Gilloise | Bélgica | 2024    |
| Primera División de Bélgica | Union Saint-Gilloise | Bélgica | 2024-25 |